# Špionky
Špionky (též Totally Spies – Špiónky, v originále Totally Spies!) je francouzsko-kanadský animovaný seriál, který pojednává o příhodách tří dospívajících dívek z Beverly Hills, pracujících pro WHOOP, světovou organizaci sdružující tajné agenty s cílem udržovat pořádek po celém světě.
V České republice byl seriál vysílán na kanále Jetix a později na Disney Channel. Premiéra prvního dílu se uskutečnila na americké stanici ABC Family dne 3. listopadu 2001. Následovala francouzská premiéra na stanici TF1 dne 3. dubna 2002 a 2. září 2002 se seriál poprvé objevil na kanadských obrazovkách, konkrétně na stanicích Teletoon, později známé pod jménem Cartoon Network, (v angličtině) a Télétoon (ve francouzštině).
Původně se odvysílalo 156 epizod v 6. sériích. V roce 2022 byl seriál obnoven pro 7. sérii. První epizody nejnovější série se odvysílaly ve Francii dne 12. května 2024 skrze platformu Gulli a do konce roku by měly být odvysílány celosvětově. V roce 2009 byl do kin uveden celovečerní film Totally Spies! The Movie, který pojednává o úplných začátcích hlavní trojice ve světě mezinárodních špionů. Na seriálovou podobu navazuje spin-off The Amazing Spiez!, který představuje úplně novou skupinu čtyř sourozenců-špionů.

## Děj
Seriál se odehrává v prostředí kalifornského města Beverly Hills a pojednává o trojici děvčat jménem Sam, Clover a Alex, které na první pohled žijí obyčejné životy středoškolských studentek. Ve skutečnosti však patří mezi tajné agenty, které zaměstnává společnost WHOOP (Světová organizace na ochranu lidstva, z anglického názvu World Organization Of Human Protection). Den, co den řeší pod taktovkou ředitele organizace, Jerryho, různé případy ve snaze udržet svět v bezpečí před narůstající mírou kriminality, přičemž hledají způsob, jak povinnosti mezinárodních špionek skloubit s klasickými strastmi i slastmi každodenního života dospívajících.

## Postavy

### Hlavní postavy
- Sam je dívka s dlouhými mírně vlnitými zrzavými vlasy, smaragdově zelenýma očima a světlou pletí. Vyznačuje se zelenými špiónskými obleky. Je popisována jako racionálně a logicky smýšlející. Na svůj věk je velmi vyspělá (proto ji její kamarádky berou jako starší sestru), i když dokáže být lehce naivní, zejména pokud jde o lásku a vztahy.[5][6]
- Clover má středně dlouhé blond vlasy, světle modré oči a světlou pleť. Její špiónské outfity mají červenou barvu. Spíše než škola ji zajímá móda, návrhářství, nejnovější trendy a vztahy.[7] Přestože se vyznačuje silně impulzivní stránkou a do akce se obvykle vrhá po hlavě, má neotřelé a kreativní nápady.[8]
- Alex se vyznačuje krátkými černými vlasy, světle hnědýma očima a tmavší barvou pleti. Na mise nosí obleky žluté barvy. Jedná se o láskyplnou a citlivou duši, která je zároveň atleticky nadaná a velice mrštná.[8] Mezi děvčaty platí za nejroztržitější a nejnaivnější, avšak dokáže i logicky uvažovat, pokud to vyžaduje situace.[9]

### Vedlejší postavy
- Jerry Lewis je zakladatelem a ředitelem organizace WHOOP a nadřízeným Sam, Clover a Alex. Jedná se o postaršího Brita s ustupujícími šedými vlasy, který přivolává dívky pomocí náhodných předmětů do centrály a následně jim poskytuje informace o misi a různé pomůcky přehnaně specifického rázu v rámci jejich výbavy.
- Mandy platí za největší sokyni špionek v jejich každodenním životě. Má dlouhé černé vlasy, světlou pleť a fialové oči, pod levým okem má znaménko krásy. Ve škole je velmi oblíbená, na první pohled sice působí charismaticky, ale ve skutečnosti je to bytost namyšlená, rozmazlená a horko těžko se vyrovnává s prohrou. Vyznačuje se velice specifickým smíchem.
- G.L.A.D.I.S. (Generátorový licenční a distribuční interaktivní systém, z anglického názvu Gadget Lending And Distribution Interactive System) je počítačový systém, který působí jako Jerryho osobní asistentka. Má podobu montážní linky s několika robotickými pažemi. Disponuje nadprůměrnou inteligencí, vysokým sebevědomím a často o sobě prohlašuje, že má celou centrálu na povel. Objevuje se pouze ve 3. a 4. sérii, jelikož fanoušci s její postavou nebyli příliš spokojeni. Její odchod je v 5. sérii vysvětlen tak, že ji pro její panovačnost nechal Jerry zrecyklovat.[10][11]
- Arnold Jackson (1.–5. série) je středoškolský spolužák Sam, Clover a Alex, vyobrazený jako typický nerd s brýlemi, který děvčatům pomáhá pod podmínkou, že s ním půjdou na rande.

## Vysílání
| Řada | Díly | Premiéra v USA    | Premiéra v USA    | Premiéra v ČR     | Premiéra v ČR      |
| Řada | Díly | První díl         | Poslední díl      | První díl         | Poslední díl       |
| ---- | ---- | ----------------- | ----------------- | ----------------- | ------------------ |
| 1    | 26   | 3. listopadu 2001 | 15. června 2002   | 5. září 2010      |                    |
| 2    | 26   | 8. srpna 2003     | 19. září 2004     |                   |                    |
| 3    | 26   | 3. října 2004     | 31. července 2005 |                   |                    |
| 4    | 26   | 3. dubna 2006     | 8. března 2007    |                   |                    |
| 5    | 26   | 26. dubna 2010    | 1. června 2010    | 15. července 2012 | 30. srpna 2012     |
| 6    | 26   | 4. září 2013      | 27. února 2014    | 21. října 2013    | 25. listopadu 2013 |
| 7    | 26   | 2024              | bude oznámeno     | bude oznámeno     | bude oznámeno      |